# Cressey, California
Cressey, California (енгл. Cressey) насељено је место без административног статуса у америчкој савезној држави Калифорнија.

## Демографија
По попису из 2010. године број становника је 394.
| Група             | 2000.    | 2010.       |
| Белци             | 0 (0,0%) | 174 (44,2%) |
| Афроамериканци    | 0 (0,0%) | 1 (0,3%)    |
| Азијати           | 0 (0,0%) | 15 (3,8%)   |
| Хиспаноамериканци | 0 (0,0%) | 195 (49,5%) |
| Укупно            | 0        | 394         |